# Graphea paramarmorea
Graphea paramarmorea är en fjärilsart som beskrevs av Lauro Travassos 1956. Graphea paramarmorea ingår i släktet Graphea och familjen björnspinnare. Inga underarter finns listade i Catalogue of Life.